# James Irvine (Chemiker)
Sir James Colquhoun Irvine (* 9. Mai 1877 in Glasgow; † 12. Juni 1952 in St Andrews) war ein schottischer Chemiker (Organische Chemie).
James Irvine war der Sohn eines Fabrikbesitzers (Colquhoun ist der Geburtsname seiner Mutter). Er studierte am Royal Technical College in Glasgow und der University of St Andrews (Bachelor-Abschluss in Chemie). Danach ging er nach Leipzig, wo er bei Wilhelm Ostwald und Johannes Wislicenus studierte und 1901 mit der Arbeit Über einige Derivate des Orthomethoxybenzaldehydes promoviert wurde. Er wurde 1904 Lecturer und 1909 Professor für Chemie in St Andrews. 1911 wurde er Dekan für Wissenschaften und 1921 Prinzipal. Er war auch Acting Principle des University College Dundee und aktiv in Fragen der Universitätsbildung im gesamten Commonwealth.
Er befasste sich mit Methylierung von Kohlenwasserstoffen, benutzte 1901 Silberoxid zur Methylierung von Zucker (und entwickelte 1903 die Purdie-Methylierung mit T. Purdie) und isolierte als Erster methylisierte Zuckerverbindungen (Trimethyl- und Tetramethyl-Glukose). Er dehnte die Techniken auf Zucker mit Doppelringsystemen und kompliziertere Zucker aus.
1925 wurde er als Knight Bachelor geadelt. 1926 erhielt er die Willard Gibbs Medal. 1948 wurde er als Knight Commander in den Order of the British Empire aufgenommen. Er war Fellow der Royal Society, Fellow der Royal Society of Edinburgh und Mitglied der American Philosophical Society. Er war dreizehnfacher Ehrendoktor (u. a. Cambridge, Oxford, Edinburgh, Princeton, Yale, Glasgow, Toronto, Columbia).